# Église Sainte-Valérie de Malval
L'église Sainte-Valérie est une église catholique située au village de Malval sur la commune de Linard-Malval, dans le département de la Creuse, en France.

## Localisation
L'église se trouve au centre du village à l'habitat relativement dispersé.

## Historique
Seul cet édifice subsiste du prieuré qui dépendait autrefois de l'abbaye de Chambon-sur-Voueize. L'église originelle se composait d'un chœur avec une abside semi-circulaire, de deux absidioles, d'un transept et d'un clocher donjon de forme octogonale où l'on observe des vestiges de fortifications.
L'édifice est classé au titre des monuments historiques par arrêté du 14 août 1912.

## Description
Des éléments de sépultures gallo-romaines ont été utilisés par endroits pour la construction. La nef ne fut jamais commencée. À une époque indéterminée, l'église a été amputée de son transept nord et d'une absidiole, ce qui accentue encore l'aspect ramassé de cet édifice austère, qui fut érigé en église paroissiale en 1880. Un tombeau placé entre le chœur et une abside comporte l'inscription suivante : « Cy gist le corps de noble et scientiffique personne Mr B. de Sallignac, qui trespassa le 16 mars 1557 ». Il s'agit sans doute de la sépulture d'un ancien prieur commendataire.